# World of Warcraft: Cataclysm
World of Warcraft: Cataclysm (en español World of Warcraft: Cataclismo) es la tercera expansión para el videojuego de rol multijugador masivo en línea World of Warcraft, sucesor de World of Warcraft: Wrath of the Lich King. Se anunció oficialmente en la BlizzCon el 21 de agosto de 2009, aunque desarrolladores e investigadores descubrieron los detalles antes de que fuera anunciado oficialmente por Blizzard Entertainment. Fue publicado oficialmente el 7 de diciembre de 2010.
Poco después del anuncio de la fecha de lanzamiento, el 12 de octubre de 2010, Blizzard publicó el parche 4.0.1, que incluye los temas de revisión del juego y cambios en la interfaz de talentos y facultades.

## Argumento
Tras los eventos narrados en Wrath of the Lich King, Arthas ha muerto, y la guerra en Rasganorte parece haber terminado, ya que la Plaga está controlada por Bolvar Fordragon, convertido en el nuevo Rey Exánime, el carcelero de los malditos. Pero entonces, misteriosos terremotos comienzan a sacudir toda la faz de Azeroth, y poco después, comienzan una serie de ataques elementales contra las capitales de la Alianza y la Horda. Estos ataques son el preludio del resurgimiento del Dragón Aspecto corrupto Alamuerte, que las destruirá, extendiendo su dañino poder por los dos continentes. Cinco años después, en los que se suceden los eventos narrados en la novela World of Warcraft: The Shattering, Ventormenta y Orgrimmar están en proceso de reconstrucción, y la faz del mundo en Azeroth ha cambiado por completo tras los ataques de Alamuerte, que han reducido a cenizas algunas zonas y han provocado violentos maremotos y terremotos que han partido literalmente la tierra en trozos, inundando algunas zonas y haciendo resurgir otras. Alamuerte ha vuelto con un solo objetivo, el de destruir Azeroth, y no se detendrá hasta conseguirlo.
Thrall, jefe de guerra de la Horda y chamán más poderoso de Azeroth, otorga el cargo de jefe de guerra a Garrosh Grito Infernal para unirse al Anillo de la Tierra en su lucha contra Alamuerte. Esta criticada y disputada decisión por parte de los altos cargos de la Horda llevará a esta nueva Horda a una serie de medidas en las que será palpable el afloramiento de la locura de Garrosh. Es necesaria la unión de los guerreros de la Horda y de la Alianza junto a los Dragones Aspecto para enfrentarse a los agentes de Alamuerte y destruir al mismo.

## Modo de juego
Con el lanzamiento de Cataclismo, el nivel máximo se elevó de 80 a 85. Kalimdor y los Reinos del Este han sido rediseñados con un cambio de aspecto, algunas nuevas ciudades y la raza Tauren son los más notables. El sistema de misiones han sido actualizados con casi 3500 misiones nuevas, junto con las misiones de bajo y medio nivel nuevas y simplificadas para complementar las áreas rediseñadas de Azeroth. Siete nuevas mazmorras y cuatro mazmorras de banda se han añadido, así como una nueva profesión secundaria, la arqueología. El sistema de glifos ha sido revisado para tener ahora tres tipos de glifos: primordiales, mayor y menor. Además, los glifos estarán permanentemente aprendidos y requieren un reactivo si se quiere eliminar uno de una ranura. Dos nuevas razas se han añadido, los huargen para la alianza y los goblin para la horda. Además, las clases existentes se han ampliado para estar disponible a más razas. Las grandes ciudades de Orgrimmar y Ventormenta han experimentado cambios importantes. Por último, el sistema de talento existente ha sido modificado. Los jugadores podrán elegir su primer punto de talento y especialización en el nivel 10, el siguiente en el 11, y luego una vez por cada dos niveles hasta el nivel 80. Los niveles de 81 a 85 reciben un punto de talento en todos los niveles para un total de 41.
Muchos de estos cambios se pusieron en marcha a partir del parche 4.0.1, lo que sumado a todos los nuevos sistemas (cambios en el sistema de talentos, sistema de glifos, cambios de ortografía, cambios en los recursos, mascotas en el nivel 1, la renovación de las estadísticas de los artículos y del juego, las maestría, y otros). Los cambios en las zonas originales se hicieron en el parche 4.0.3a, lanzado oficialmente el 23 de noviembre de 2010 junto con la expansión.

## Historia y trama
La trama central de la expansión es el regreso del malvado dragón Alamuerte el Destructor (originalmente Neltharion, el Guardián de la Tierra). Visto por última vez en Warcraft II: Tides of Darkness, cuyos acontecimientos tuvieron lugar más de una década antes; Alamuerte ha pasado ese tiempo curándose y planeando su regreso del plano elemental de Infralar al mundo de Azeroth. Su retorno a través de la barrera dimensional dentro de Azeroth provocó un gran cataclismo que da nueva forma a gran parte de la superficie del mundo. En medio del desastre se abre un nuevo conflicto entre la Alianza y la Horda, pues el cataclismo es responsable de una serie de cambios políticos dentro de ambos bandos.
Como consecuencia del cataclismo, el antiguo líder de la Horda, el chamán orco Thrall; renunció a su deber como Jefe de Guerra para ayudar al mundo de Azeroth. El liderazgo de la horda fue cedido al ex señor de la Ofensiva en Grito de Guerra, el orco guerrero Mag'har Garrosh Grito Infernal, el cual no hace sino continuar la ofensiva contra la Alianza.

## Azeroth rediseñado
Una de las principales características de Cataclysm es el rediseño de los continentes, de los Reinos del Este y de Kalimdor, introducidos con el lanzamiento de World of Warcraft en 2004. Mientras que el diseño inicial del juego no permitía el uso de monturas voladoras en las zonas del «viejo mundo», esas zonas han sido completamente rediseñadas con la idea de permitirles a los viajeros volar en Cataclysm.
Los principales cambios fueron llevados a estas zonas. Cada facción tiene un proceso de nivelación más suave, ya que muchas de las misiones de nivel bajo fueron eliminadas y sustituidas por otras nuevas para que se incorporen en el juego actualizado y los mecanismos que han sido modificados o rediseñados desde el lanzamiento inicial del juego. Cada zona tiene su propia historia que se puede explorar a través de una serie de misiones. Cada una de las zonas son de una facción específica, sin embargo, atienden sólo a los de la facción que controla esa zona. Las zonas neutrales, o "en disputa", cuentan con una línea de misiones basadas en el combate jugador contra jugador, por lo que el jugador compite contra la otra facción (Horda contra Alianza, y viceversa) para lograr el objetivo deseado de su facción. Esta característica hace un uso intensivo de la tecnología de faseo, que fue vista por primera vez en la expansión de World of Warcraft: Wrath of the Lich King.

## Anuncio y desarrollo
En febrero de 2010, en una entrevista de los inversionistas de Activision Blizzard, el director ejecutivo de Blizzard Entertainment, Mike Morhaime, reveló que Cataclysm sería publicado ese mismo año. El 3 de mayo de 2010, se confirmó oficialmente que la fase «alfa» de pruebas para Cataclysm había empezado, pero solo estaba disponible para amigos y familiares, alimentando aún más la especulación de que la fase alfa abierta comenzaría en los próximos meses. A pesar del acuerdo de confidencialidad, la mayor parte de los inicios del juego se filtró en varias fuentes después de que el cliente se distribuyó a través de Internet a pocos días de que la fase alfa de pruebas comenzó. El 11 de mayo de 2010, se supo que Blizzard había pedido que al menos uno de estos sitios eliminara cualquier contenido de la fase alfa hasta que el acuerdo se levantó.
El 30 de junio de 2010, Cataclysm entró en fase beta cerrada, enviando las invitaciones a los jugadores que se habían inscrito a través de su cuenta Battle.net.
En agosto de 2010, Blizzard anunció que World of Warcraft: Cataclysm Edición de Coleccionista. Su lanzamiento sería a finales del año 2010. Además, el CEO de Blizzard Mike Morhaime fue al grano diciendo: "aunque la fecha exacta de lanzamiento aún no se ha anunciado, estamos en el camino de lanzar la expansión a finales del año igual que con todos los juegos de Blizzard, sin embargo, no lo vamos a lanzar hasta que esté listo".
El 7 de septiembre (8 en Europa), la primera cadena de misiones anteriores a Cataclysm fueron lanzadas a los servidores normales, y unos días más tarde, el parche 4.0.1 fue lanzado a los reinos públicos de prueba, lo que indicó que la fecha de lanzamiento podría ser en un futuro no muy lejano.
El 30 de septiembre, el sitio de noticias de MMO-Champion estimó que la fecha de lanzamiento sería el 7 de diciembre de 2010, basado en la minería de datos que reveló el inicio de la próxima temporada de arenas. GameSpot informó que los clientes de Amazon.com, quienes habían preordenado la edición de coleccionista del juego recibieron notificaciones en las que el sitio web informa que estima que la fecha de llegada será entre el 4 de enero hasta el 18 de enero de 2011. Poco después de otros sitios web tales como Kotaku enviaron por correo electrónico copias de las notificaciones enviadas a los clientes de Amazon publicándolas en su página web marcando que la fecha de lanzamiento sería en 5 de enero de 2011. Amazon habría sobrestimado la fecha del lanzamiento del juego con el fin de dar a sus ventas un colchón de seguridad.
El 4 de octubre de 2010 Blizzard anunció oficialmente el lanzamiento de Cataclysm para el 7 de diciembre de 2010. La expansión fue puesta a disposición como Edición Estándar, Edición de Coleccionista y como una nueva descarga digital desde la tienda en línea de Blizzard. La versión digital del juego podía adquirirse mediante precompra a través de Battle.net, y ofrecía a los jugadores la oportunidad de jugar a la nueva expansión en el momento en que esta fue lanzada a los servidores oficiales (a las 12:01 AM PST, del 7 de diciembre).

## Historia de parches

### Parche 4.0.1
Lanzado el 12 de octubre de 2010, bajo el nombre "sistemas de parche de Cataclysm", prepara el juego para los cambios de esa expansión. Se incluyen características como:
- Una revisión del sistema de talentos
- Los principales cambios de clase
- Reforjar
- Un nuevo sistema de glifos
- Sistemas de puntos, tanto para PvE y PvP
- Actualizaciones de la interfaz de usuario
- Mejora de los gráficos
- Una incursión flexible para el sistema de bloqueo

### Parche 4.0.3a
El Parche 4.0.3a, llamado "La ruptura", fue lanzado el 23 de noviembre de 2010. El retorno de Alamuerte ha alterado drásticamente el terreno a lo largo de Kalimdor y los Reinos del Este, este parche introdujo miles de nuevas misiones de los niveles 10-60, actualizando el rango de niveles de algunas zonas para mejorar el flujo de las misiones, y a muchas razas se les dio nuevas combinaciones de clases.
El avance cinematográfico para World of Warcraft: Cataclismo y la nueva pantalla de inicio de sesión se han añadido también al juego.

### Parche 4.1
El parche 4.1, llevó el nombre de "La rebelión de los Zandalari", fue lanzado el 26 de abril de 2011. Los cambios incluyen la adición de dos nuevas mazmorras heroicas de 5 personas (renovando las versiones anteriores): Zul'Aman y Zul'Gurub. El nuevo contenido giraba en torno al resurgimiento de la tribu de trolls Zandalari.

### Parche 4.2
El parche 4.2, o "Ira de las Tierras de Fuego", fue lanzado el 28 de junio de 2011. Los cambios incluyen la adición de nuevos contenidos en forma de misiones diarias en la zona de Monte Hyjal y una nueva mazmorra de banda de 10 y 25 jugadores: Tierras de Fuego. También está disponible la posibilidad de crear una nueva arma legendaria: Dragonira, El Reposo de Tarecgosa. Una de las características de interfaz de usuario es la interfaz de mazmorra, permitiendo a los jugadores acceder a información sobre jefes de las mazmorras y el botín de dentro del juego.

### Parche 4.3
El parche 4.3 fue anunciado el 17 de agosto de 2011 como el último parche importante para Cataclismo. En Los cambios se incluyen nuevas funciones como la transfiguración, lo que permitirá a los jugadores remodelar la apariencia de su armadura, manteniendo las estadísticas del elemento. Una nueva mazmorra de banda se añade, llamada Alma de Dragón, la cual Blizzard ha declarado que será la mazmorra de banda final de la expansión. En un artículo reciente se anunció que el ataque tendría 8 únicos combates contra jefes, los dos últimos tomando en cuenta a Alamuerte a sí mismo La nueva incursión vendrá con una opción de tercera dificultad (fácil) para los grupos formados a través de la nueva herramienta el Buscador de Bandas(BB), que será similar a la del buscador de mazmorras. También habrá tres nuevas mazmorras heroicas de 5 personas:. Fin de los Días, Pozo de la Eternidad y Hora del crepúsculo. Estas serán accesibles a través de las Cavernas del Tiempo y la introducción de la historia de la nueva mazmorra de banda. También se incluye una remodelación completa de la Feria de la Luna Negra, que recibe su propia zona. Fue lanzado el 29 de noviembre de 2011.

## Recepción

### Ventas
Cataclysm vendió más de 3,3 millones de copias en las primeras 24 horas como preventas digitales, y 4,7 millones de copias en su primer mes. Tiene la distinción de ser el videojuego para PC más vendido, superando al antiguo titular, World of Warcraft: Wrath of the Lich King, que vendió 2,8 millones de copias en sus primeras 24 horas. También tiene el récord de mayor número de ejemplares vendidos para un videojuego de PC en el primer mes.

### Crítica
World of Warcraft: Cataclismo ha recibido críticas en general positivas por parte de los críticos. En Metacritic, se le asigna una calificación normalizada de 100 comentarios de la prensa dominante de videojuegos, ha recibido una puntuación media de 90, basado en 40 opiniones, lo que indica "La aclamación universal". IGN calificó el juego 9/10 diciendo "Cataclismo es, de lejos, la expansión más impresionante para un MMO que jamás se ha hecho, con mejor contenido que Wrath of the Lich King. GameSpot clasificó el juego con una puntuación de 8/10 diciendo que «World of Warcraft está en la mejor forma de su vida», aunque indica que algunos de los nuevos contenidos «nublan la mente y que no hay suficientes zonas nuevas». GamePro le dio 4 de 5 estrellas llamado el juego "otra versión sólida" y "ha mejorado mucho en cuanto a su diseño en general", pero constrantantes de Cataclysm declararon que "no es tan impresionante como expansiones anteriores". Además, GameSpy le dio a Cataclismo el premio «MMO del año 2010».

### Suscripciones
A pesar de su éxito, World of Warcraft: Cataclysm ha visto una disminución gradual de los suscriptores. Después del lanzamiento de Cataclysm, los niveles de suscriptores alcanzaron un máximo de 14 millones de suscriptores, pero pronto bajó a los niveles de pre-cataclismo de 11,4 millones esto a finales de marzo de 2011.  A principios de noviembre de 2011, las suscripciones se redujeron aún más a 10,3 millones de usuarios.